# تريزا فيرارا
تريزا فيرارا (بالإنجليزية: Theresa Ferrara)‏ هي عارضة أمريكية، ولدت في 1952 في Ozone Park ‏ في الولايات المتحدة، وتوفيت في 10 فبراير 1979.